# Nano Today
Nano Today (abrégé en Nano Today) est une revue scientifique à comité de lecture. Ce bimestriel publie des articles de recherches originales dans le domaine des nanotechnologies.
D'après le Journal Citation Reports, le facteur d'impact de ce journal était de 15,0 en 2014. Actuellement, le directeur de publication est J. Ying.